# Ernst Nicol
Ernst Willy Nicol (* 12. Dezember 1923 in Flensburg; † 8. Oktober 2022) war ein deutscher Schiffbauingenieur.

## Leben und Werk
Ernst Nicol begann seine Berufslaufbahn mit einer Schiffbauerlehre bei der Flensburger Schiffbau-Gesellschaft. Nach dem Zweiten Weltkrieg war er bis zu seinem Ruhestand im Jahr 1987 auf der Husumer Schiffswerft der Gebrüder Kröger als Projektingenieur und Konstrukteur tätig. Er entwarf diverse Schiffstypen wie Containerschiffe, Krabbenkutter, Schlepper, Bohrinselversorger, Behördenschiffe und Fahrgastschiffe. Ernst Nicol konstruierte die Schiffe der Flensburger Förde Reederei, die für ihre eleganten Linien bekannt waren. Er entwarf 1982 auch die Yacht Sanssouci Star des dänischen Reeders Erik Hays Thogersen, die auf der Husumer Werft gebaut wurde.

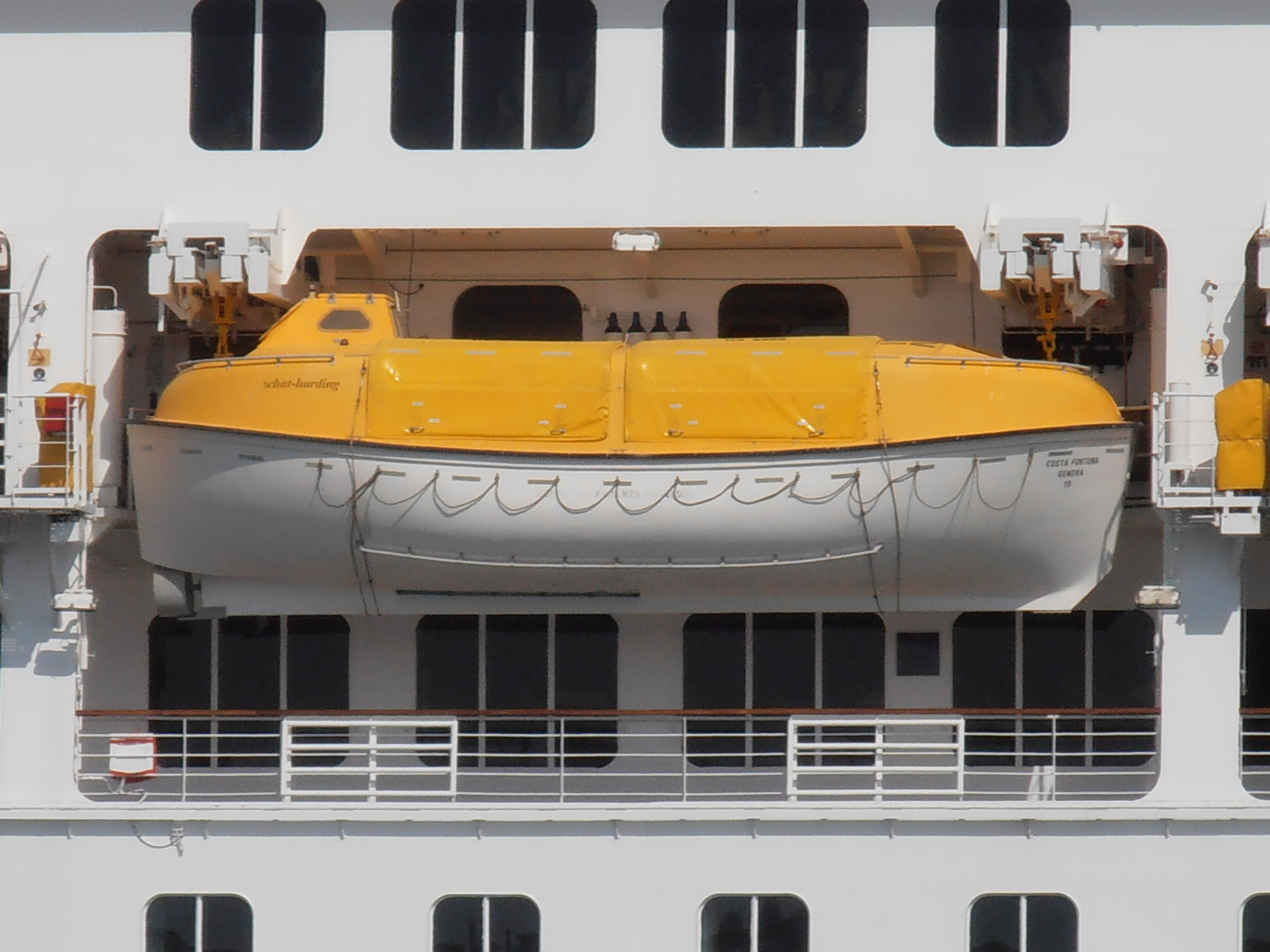
Unsinkbares geschlossenes Rettungsboot

Überregional bekannt wurde Ernst Nicol durch den Entwurf eines unsinkbaren Rettungsbootes. Die Idee zur Konstruktion hatte er durch die Beobachtung einer schwimmenden Konservendose, die nicht unterging im Husumer Hafen. Ernst Nicol bekam von der Werftleitung die Erlaubnis, das Projekt unsinkbares Rettungsboot auf eigene Rechnung voranzutreiben, da die Werft kein Eigeninteresse hatte. Er gründete daher mit seiner Frau die Firma Nicol Rettungsboote.
Dem Schiffbauingenieur war klar, für diejenigen, die im Seenotfall das havarierte Schiff verließen, konnten Seeschlag, Nässe, Kälte und Entkräftung im offenen Rettungsboot immer noch zum Tode führen. Es gab immer wieder Seenotfälle, in denen die Menschen, die es in die Rettungsboote geschafft hatten, dennoch auf See blieben. Ernst Nicol hatte schon 1954 mit seinem Modell eines unsinkbaren Rettungsboots eine Lösung gefunden. Er meldete Patente in zehn Ländern an und fand Werften für den Lizenzbau des Bootes. Die Behörden lehnten den neuen Entwurf ab. Der internationale Standard blieb trotz aller Vorzüge des Nicol-Entwurfs das offene Rettungsboot. Auch die mächtigen Reederverbände lehnten das teurere Nicol-Rettungsboot aus Kostengründen ab.
Ernst Nicol führte einen langen Kampf mit nationalen und internationalen Behörden um die Anerkennung seiner Erfindung. 1957 wurden auf deutschen Schiffen die ersten Nicol-Rettungsboote installiert und ab 1960 international erlaubt. Erst im Jahr 1983 wurde das geschlossene Rettungsboot als internationaler Standard vorgeschrieben.
Finanziell hat sich das Nicol-Rettungsboot für seinen Erfinder nicht gelohnt. Weil die Gebühren für die Patentrechte zu hoch wurden, hat er sie nach 18 Jahren auslaufen lassen.

## Ehrungen
2013 verlieh Bundespräsident Joachim Gauck dem schleswig-holsteinischen Pionier für seine Verdienste um die Sicherheit auf See das Bundesverdienstkreuz.